# 연기군청
연기군청(燕岐郡廳)은 연기군의 행정을 총괄한 기초자치단체로 연기군수는 지방정무직공무원으로, 부군수는 4급 지방서기관으로 각각 보한다. 충청남도 연기군 조치원읍 군청로 93 (신흥리 123)에 위치하고 있었다. 2012년 7월 1일 광역자치단체인 세종특별자치시청 출범과 함께 폐지되었다.

## 조직
| - 비서 | - 복지행정 - 노인복지 - 여성가족 - 식품위생 - 아동청소년 - 환경관리 - 수질보호 - 대기보호 - 자원순환 - 환경시설 - 상수도 - 농정 - 농산 - 농산물유통 - 원예특작 - 축산 - 산림경영 - 녹지조경 - 사법경찰지원 - 생활경제 - 자원경제 - 기업지원 - 산업단지 - 교통행정 - 교통시설 - 관리 - 농촌개발 - 도로 - 지역개발 - 도시계획 - 도시개발 - 건축 - 주택 - 재난관리 - 재난방재 - 하천관리 - 민방위 | 조치원읍 총무과 총무 재무 주민생활지원 민원 개발과 청소 산업 도시 건설 동면 총무 민원 산업 서면 총무 민원 주민생활지원 산업 첫마을출장소 one-stop센터 금남면 총무 민원 주민생활지원 산업 전의면 총무 민원 주민생활지원 산업 전동면 총무 민원 산업 소정면 총무 민원 산업 |

## 직속 기관

### 보건소
- 보건행정
- 의무
- 가족보건
- 건강증진
- 방문보건
- 예방의약

### 농업기술센터

#### 지도개발과
- 지도기획
- 인력육성
- 생활지원
- 남부농업인상담소
- 중부농업인상담소
- 북부농업인상담소

#### 기술보급과
- 식량작물
- 경제작물
- 과수
- 경영축산

## 사업소

### 환경사업소
- 관리
- 하수도
- 조치원하수
- 전의하수

### 세종시출범준비단

#### 행정지원팀
- 총괄지원
- 행정지원

#### 법제지역팀
- 법제업무
- 지역관리

#### 관제공부팀
- 관재업무
- 공부관리

## 사건·사고 및 논란

### 한준수 연기군수의 부정선거 폭로
1992년 8월 31일 한준수 연기군수는 국회 당시 민주당 원내총무실에서 관권개입 선거운동사실을 폭로했다. 자신이 내무부 장관과 충청남도지사 등의 명령에 따라 1991년 말부터 1992년 초 제14대 국회의원 선거를 앞두고 충청남도 연기군수로 재직하며 당시 민주자유당 임재길 후보를 당선시키기 위해 지역주민에게 손목시계를 제공하고 소속 공무원을 동원해 선거운동을 하며 금품을 살포하는 등 관권 부정선거가 실시되었다는 것이다. 한준수가 공개한 증거자료에는 "직을 걸고 여당을 당선시켜라"는 내무부 장관의 전화 내용을 비롯 정부와 여당, 그리고 지방 공무원 조직의 관권 타락선거 실태가 적나라하게 담겨 있었다. 이종국 충청남도지사와 민주자유당 후보에게서 받은 돈과 군에서 조달한 자금 등 8,500만원이 선거용으로 뿌려졌고, "직을 걸고 여당 후보를 당선시키라"는 윗선의 지시에 따라 읍면은 물론 리 단위까지 조직적인 표 관리가 이뤄졌다는 등 충격적인 내용이었다. 이종국 충청남도지사가 내려보낸 선거 관련 자금 2천만원 중 십만원권 자기앞수표 90장과 선거지침서 15건 등의 공문서도 증거물로 제시했다.
1992년 9월 1일 민주당은 최고위원회의를 열고 "한씨의 폭로내용은 대선을 앞두고 관권부정선거의 우려를 입증해 주는 것"이라고 의견을 모았다. 이날 회의에서는 국민당 측에 '연기군 등 관권 부정선거 진상'을 공동조사할 것을 제의하기로 했으며 민주당조사단(단장 김영배 최고위원)은 전날 김기춘 법무부 장관을 방문해 철저한 수사를 촉구한 데 이어 이날 오후 국회의원회관 간담회실에서 한 전 연기군수를 면담했으며 2일에는 충청남도청과 연기군청을 방문하여 이종국 충청남도지사 등 관련 공무원들을 상대로 조사활동을 벌일 예정이다. 국민당도 이날 당직자회의를 열어 양순직 고문을 단장으로 한 연기군관권선거진상조사단을 구성해 현지에 급파하기로 했다.
그러나 민주자유당은 한 전 연기군수의 주장이 신빙성이 없고 야당의 정치공세에 이용당했을 가능성이 있다고 보고 관계당국을 통해 진상을 조속히 파악해 공개하는 동시에 야당의 정치공세를 적극 차단해나가기로 했다.
같은 날 민주주의민족통일 대전충남연합(의장 김용우 목사)은 한준수 전 연기군수의 양심선언과 관련하여 성명을 통해 "민주자유당의 관권 금권선거의 총책임자 김영삼 노태우 대통령은 책임 있는 해명을 하고 국민 앞에 공개사과해야 할 것"이라며 "이번 연기군에서 발생한 14대 총선에서의 금권 관권선거를 지두지휘한 이종국 충청남도지사는 이번 사태에 책임을 지고 즉각 사퇴하라"고 요구했다.
1992년 9월 2일 민주당 충청남도 연기군 관권부정선거진상조사 및 대책위원회(위원장 김영배 최고위원)는 한준수 전 연기군수가 이종국 충청남도지사로부터 선거지원자금용으로 건네받은 10만원권 수표다발은 민주자유당 재정위원이 대표이사로 있는 대아건설 예금구좌에서 인출된 것이라며 이 부분에 대한 수사를 대전지방검찰청에 요청했다. 진상조사단은 김종구 대전지방검찰청 검사장을 만난 자리에서 한준수 전 연기군수가 보관 중이던 수표는 대전지역 유수의 건설업체인 대아건설(대표 성완종)의 충청은행 보통예금구좌 210-02-84196에서 인출된 것이라고 지적했다.
그러나 성완종 대아건설 사장은 기자들과 만나 "지난 3.24 총선 때 이종국 충청남도지사나 박중배 부지사에게 선거지원금 명목으로 돈을 건넨 사실이 없다"라며 "한준수 전 연기군수가 제시한 수표가 대아건설의 통장에서 나온 경위도 아는 바 없다"고 밝혔다. 대아건설 대표이사 사장인 성완종씨는 민주자유당 재정위원 겸 중앙위원으로 3당합당 전 민주정의당 때부터 인연을 맺어 민주자유당에 들어온 것으로 알려져 있다.
1992년 9월 3일 김대중 민주당 대표는 올림픽유스호스텔에서 열린 광역출마자연수회에서 한준수 전 연기군수 양심선언 사건과 관련하여 "우리는 관권부정선거의 은폐할 수 없는 증인과 증거물을 이미 확보하고 있다"면서 "사건의 진상규명을 위해 원 내외를 통해 국민당과 공조해 끝까지 투쟁할 것"이라고 말했다.
한편 김영삼 민주자유당 총재는 이와 관련해 "어떤 이유로도 선거부정은 용납될 수 없다"면서 "이 사건에 대한 철저한 진상규명과 결과에 따른 엄중한 처벌, 관련자에 대한 책임추궁을 하도록 사정당국에 촉구할 것"을 김영구 사무총장에게 지시했다. 박희태 대변인은 "김영삼 총재의 지시는 국민 앞에 진상ㅇ을 공개하고 범법자가 있다면 끝까지 책임을 추궁하겠다는 단호하고 엄한 의지를 보여준 것"이라고 밝혔다.
1992년 9월 4일 한준수 전 연기군수는 내무부가 지난 7월 4일 자신에게 내린 공로연수파견 명령은 자신의 공무담임권을 부당하게 박탈한 불법행위로 마땅히 취소돼야 한다며 내무부 장관을 상대로 민주당 장기욱 의원 등 변호인단을 통해 헌법소원을 냈다. 한씨는 청구서에서 "내무부 장관이 지방청 공무원 공로연수퇴직제 운영이라는 임의지침으로 본인의 의사에 반해 공로연수파견 근무명령을 내려 군수직을 박탈하고 일자리를 잃게 한 것은 공무담임권을 규정한 헌법 제7조와 국가공무원법 제68조(의사에 반한 신분조치)를 위반한 불법행위"라고 주장했다.
같은 날 민주당 연기군관권부정선거진상조사위원회는 한준수 전 연기군수가 이종국 충청남도지사로부터 받은 10만원권 자기앞수표다발의 예금주인 대아건설(사장 성완종)을 방문하여 수표 수수경위 등에 대해 조사했다. 대아건설 측은 이날 수표가 어떤 경로로 한 전 연기군수에게 전달됐는지 모른다고 했지만 수표발행통장의 계좌번호인 201-02-84196번 통장은 대아건설 것이 맞다고 인정했다.
1992년 9월 5일 대전지방검찰청은 박중신 전 전의면장(61)을 비롯한 관련공무원과 지역주민 등 14명을 소환 조사했다. 검찰은 이날 조사에서 박중신 전 전의면장이 이종국 충청남도지사로부터 30만원, 한준수 전 연기군수로부터 10만원을 격려금조로 받은 사실을 밝혀냈다. 또한 박 전 전의면장은 3월 중순경 한 전 연기군수로부터 민주자유당 후보를 지지하라는 전화지시를 받았으며 총선 전까지 3차례에 걸쳐 후보별 득표예상을, 총선 후인 4월 중순경에는 민주자유당 후보의 패배원인을 한 전 연기군수에게 보고했다고 말했다. 그러나 한 전 연기군수가 군수로 재직할 당시 운전기사였던 윤종식씨(33 연기군청 기능직)는 지난 2월 한 전 연기군수가 한 음식점에서 당시 임재길 민주자유당 후보와 3, 4차례 단둘이 만나 식사를 한 사실은 알고 있으나 한 전 연기군수가 이종국 충청남도지사로부터 돈을 받았다고 주장한 지난 3월 4, 15, 18일에는 한 전 연기군수가 말한 장수에 간 적이 없다고 한 전 연기군수의 양심선언 내용을 부인했다.
1992년 9월 6일 민주자유당 김영삼 총재는 인천 명신여자고등학교 대강당에서 열린 인천북갑지구당개편대회에 참석하여 관권선거 폭로사건과 관련하여 "사실여부를 철저히 조사한 뒤 혐의가 드러나면 지위고하를 막론하고 책임을 추궁하겠다"고 밝혔다.
1992년 9월 7일 한준수 전 연기군수가 두번째 양심선언을 통해 지난 3.24총선 당시 국가안전기획부가 주도한 이른바 '관계기관대책회의' 실상을 구체적으로 폭로하였다. 대통령비서실 사정수석실의 감사관, 국가안전기획부 충청남도지부 부지부장 등 핵심권력기관의 직원들이 민주자유당 후보를 당선시키기 위해 선거기간동안 막후에서 관권선거운동을 총지휘했다는 것이다.
같은 날 한준수 전 연기군수 관권선거 양심선언 사건을 수사 중인 대전지방검찰청 특수부 구본성 부장검사는 한 전 군수가 4차 소환에 불응함에 따라 대전지방법원 신동윤 판사로부터 한씨에 대한 국회의원선거법(공무원 선거개입금지) 위반혐의의 구인장을 발부받아 강제구인에 나서기로 했다.
한편 한국민주청년단체협의회, 대한불교청년회 등 4개 청년단체들이 성명을 통해 "올바른 공무원상을 세우기 위해 어려움을 무릅쓰고 양심선언을 한 한준수 군수의 높은 뜻에 존경을 표한다"며 "관권·금권선거의 재발을 막기 위한 모든 투쟁에 적극 나설 것"이라고 밝혔다.
1992년 9월 8일 밤 8시 45분경 대전지방검찰청 특수부는 경찰 병력을 동원해서 서울특별시 마포구 민주당사에 머물고 있던 한준수를 강제 구인하였다. 한준수는 민주당사 4층 대변인실에서 검찰 연행을 거부하며 3시간 넘게 대치하다 당사에 진입한 경찰 병력에 의해 구인되었다. 한준수는 사실상 구인된 상태에서 이기택 대표 등 민주당 의원들과 수사관 사이에 구인 절차를 협의하였다. 대전지방검찰청 특수부는 한준수의 강제 구인을 위해 오후 5시10분쯤 경찰 병력 600여명을 민주당사에 투입했으나 민주당원들의 저지로 한때 심한 몸싸움을 벌였다. 검찰은 연행에 앞서 수사관 3명을 민주당사로 보내 한광옥 사무총장과 면담을 갖고 연행에 협조해 줄 것을 요구했으나 민주당 측은 경찰 병력이 철수하면 변호인과 상의한 뒤에 자진 출두하겠다는 것이 한준수의 입장이라면서 선 철수, 후 출두를 주장했다. 검찰은 이에 따라 3시간반 정도 대치하다 저녁 8시 45분쯤 병력을 투입해 한준수를 강제 구인했다.
1992년 9월 9일 오전 민주당 이기택 대표는 기자회견을 갖고 "노태우-김영삼 정권의 대국민속죄와 후속조치가 마련되지 않아 향후 야기될 정국 유실사태는 전적으로 범죄적 민주자유당 정권에 책임이 있음을 강력히 경고한다"고 말했다. 이어 "우리는 노태우-김영삼 정권의 선거부정 음모와 반민주적 폭력행위를 수수방관하지 않고 뜻을 같이 하는 야당 및 민주시민들과 연대해 국가정의를 바로 세운다는 각오로 강력히 대처해나갈 것"이라고 밝혔다. 이기택 대표는 이날 회견에서 △김영삼 대통령 후보의 후보직 사퇴 △이상연 당시 내무부 장관과 이종국 충청남도지사 구속 △단체장 선거 연내 실시 △거국중립내각 구성 등을 거듭 촉구하고 경찰의 당사 난입 사태에 대한 책임을 물어 △이동호 내무부 장관과 관련 경찰책임자의 해임을 요구했다.
같은 날 오후 대전지방검찰청 특수부(구본성 부장검사)는 전날 밤 강제구인한 한씨를 밤샘조사한 결과 불법선거운동 사실을 확인하고 국회의원선거법 위반혐의로 구속 수감했다. 대전지방검찰청 특수부는 한씨가 이종국 충청남도지사와 임재길 민주자유당 연기지구위원장으로부터 각각 받은 2천만원과 2천5백만원 외에 4천여만원을 직접 조달해 선거자금으로 썼음을 확인하고 4천만원 가운데 1천만원은 자신이, 나머지는 연기군청 과장 2명이 조달했음을 밝혀냈다.
한편, 한씨 변호인단의 신청에 따라 이날 낮 12시부터 충청은행 본점에서 대전지방법원 임준호 판사 주재로 열린 대아건설 예금계좌에 대한 증거보존을 위한 검증에서 한씨가 이종국 충청남도지사로부터 받은 자기앞수표의 발행날짜인 2월 29일 대아건설이 3차례에 걸쳐 모두 10억 6천여만원을 인출한 것으로 밝혀졌다.
1992년 9월 14일 대전지방검찰청은 추석연휴기간 중 이종국 충청남도지사 등 관련자들을 소환하여 조사했으나 이들이 한씨의 주장을 대부분 부인함에 따라 한씨의 주장에 대해 처음부터 다시 수사하기로 했다. 관련 당사자들은 한씨가 이종국 충청남도지사로부터 받았다는 선거자금 2천만원 중 1천만원에 대해서만 인정했다. 반면 이종국 충청남도지사는 이 1천만원이 선거자금이 아닌 격려금이라고 주장했으며 당초 한씨가 폭록한 임재길 당시 민주자유당 후보가 건네줬다는 2천5백만원, 선거지침서, 이종국 충청남도지사의 나머지 1천만원 등에 대해서 검찰은 물증을 확보하지 못하고 있다.
1992년 9월 15일 오후 3시께 ‘한준수 양심선언에 대한 연기군 명예회복을 위한 총궐기대회’가 열린 조치원역 광장에서는 주최 측이 동원한 주민 10여명만이 자리를 지켰다. "한 군수는 양심선언을 허울삼아 유언비어를 퍼뜨려 살기 좋은 내고장 연기군을 오염시켰습니다."라며 연사의 규탄사가 시작되자 연단 앞의 주민 10여명만 박수로 호응할 뿐 구경꾼들은 무관심한 표정이었다. 1만명 참석을 장담했던 주최 측은 주민 호응이 저조하자 당황한 듯 진행속도를 빨리 했다. 이윽고 대회가 끝나자 주최 측에 몰려든 취재진들이 대회주최 측의 신원을 밝혀달라고 요청했으나 사회자는 "이번 대회는 단체 차원이 아닌 개인자격으로 참가한 게 특징"이라며 신분을 밝히지 않았다. 역광장 주변에서 대회를 구경하던 한 주민은 "저 사람은 바르게살기운동협의회장, 저 사람은 재향군인회장, 그 옆사람은 자유총연맹 간부들"이라며 "자신들의 신분도 당당히 못 밝히는 것을 보면 뭔가 켕기기는 켕기는 모양"이라고 중얼거렸다.
1992년 9월 16일 김영삼 민주자유당 대통령 후보는 한준수 전 연기군수가 폭로한 관권선거 의혹 사건과 관련해 기자회견을 열어, 중립 선거관리내각 구성을 위한 부분 개각을 요구하였다.
같은 날 장석화 민주당 대변인은 성명을 통해 "국가안전기획부가 다가오는 대선에서 조직적 개입을 준비하고 있다는 분명한 반증"이라며 "노태우 대통령과 김영삼 민주자유당 총재는 국가안전기획부 내 수사5단을 즉각 해체해 정치 선거개입을 근절시키라"고 요구했다. 이어 "한준수 전 연기군수의 관권부정 폭로와 민주자유당 선거총괄조정본부 구성 기도에서도 드러났듯이 국가안전기획부 내 정치공작부서가 계속 활동하고 있다는 것은 행정권이 모든 정부조직을 총동원해 대규모 관권부정선거를 획책하고 있다는 사실을 구체적으로 확인시켜준 것"이라며 "단체장 선거를 연내에 실시해 관권부정선거를 근원적으로 차단하라"고 촉구했다.
1992년 9월 18일 대전지방검찰청은 한준수 전 연기군수의 1차 구속기간이 19일로 만료됨에 따라 구속기간을 연장하기로 했다.
1992년 10월 3일 대전지방법원 형사합의2부(박병휴 부장판사)는 국회의원선거법 위반혐의로 구속기소된 한준수 피고인에 대한 변호인 측의 부석신청 허가를 이유없다고 기각했다. 민주당 장기욱 의원 등 한씨측 변호인단은 9월 23일 「한씨가 양심선언을 통해 자신의 위법사실을 밝힌만큼 도주 및 증거인멸의 우려가 없다」며 보석을 신청한 바 있다.
1992년 10월 4일 다산목민상추진위원회(위원장 김영진 민주당 의원)는 14대 총선 당시 관권개입 사실이 있었음을 폭로하여 구속 중인 한준수 전 연기군수에게 제1회 다산목민상을 수여했다.
1992년 10월 6일 충청남도청은 관권부정선거 양심선언과 관련해 직위해제된 한준수 전 연구군수(61)와 김영중 전 보령군수(58) 등 2명을 중앙징계위원회에 넘기고 정직 이상의 중징계에 처하도록 의결요구했다.
1992년 12월 21일 대전지방법원 형사합의2부(재판장 박병휴 부장판사)는 대전교도소에 수감 중인 한준수 전 연기군수에 대해 보석금 1천만원에 보석 결정을 내렸다. 재판부는 함께 구속기소된 임재길 전 민주자유당 연기군지구당 위원장에게도 같은 조건으로 보석을 허가했다. 재판부는 보석허가 결정에 대해 "증거조사가 상당히 진행됐고 앞으로의 재판속도 등 여러 가지 상황을 종합판단해 이를 허가했다"며 "이는 법률적 판단이지 정치적 판단은 아니다"라고 밝혔다. 한편 이날 증인으로 나온 대아건설 전무이사 동형모씨(51)는 한 전 연기군수가 이종국 전 충청남도지사로부터 선거자금으로 받았다고 폭로한 대아건설 발행수표와 관련한 한 전 연기군수 측 변호인단의 신문에 대해 "지난 2월 29일 충청은행에서 10만원권 자기앞수표로 15억여원을 인출한 사실은 있다"고 시인하며 "그러나 그 중 일부 수표가 한 전 연기군수에게까지 전달된 과정에 대해서는 아는 바 없다"고 말했다. 또한 연기군청 내무과장 홍순규씨(56) 등 연기군청 공무원들은 읍면 득표예상 보고서 작성과 관련해 "한 전 연기군수가 메모를 보고 부르는대로 받아적은 것일 뿐 충청남도청 보고용으로 작성한 사실은 없다"며 도청의 지시에 따라 상부보고용으로 작성했다는 한 전 연구기군수의 주장을 부인했다.
1992년 12월 23일 오후 총무처는 중앙징계위원회(위원장 정문화 차관)를 열어 한준수 전 연기군수의 파면을 의결하고 이 사실을 내무부에 통보했다. 총무처는 한 전 군수가 국가공무원법상의 공무원의 정치행위금지조항을 위반해 파면을 의결했다고 밝혔다.
1993년 1월 19일 대전지방검찰청 특수부 이권재 검사는 한준수 전 연기군수에 대해 국회의원선거법 위밤혐의로 징역 2년을 구형했다. 또한 한 군수와 함께 구속기소됐던 임재길 전 민주자유당 연기지구당 위원장에게 징역 2년, 불구속기소됐던 이종국 전 충청남도지사에게 징역 1년 6월을 각각 구형했다.
1993년 2월 1일 관권부정선거 폭로사건과 관련하여 국회의원선거법 위반 혐의로 구속기소된 한준수 전 연기군수(61)는 총무처 중앙징계위원회의 파면결정에 불복해 총무처 소청심사위원회에 파면처분무효확인청구를 제기했다. 한준수는 소청심사청구에서 자신은 1992년 8월 만61세 정년을 맞아 공무원 신분이 끝났으므로 1992년 12월 중앙징계위원회의 파면처분은 당연히 무효라고 주장했다. 또 "징계혐의자에게 충분한 진술의 기회를 주어야 한다"는 공무원 징계령 11조 2항을 들어 당시 구속중인 자신의 진술을 듣지 않고 일방적으로 이뤄진 징계위원회의 파면결정은 절차상 하자가 있는 것"이라고 주장했다.
1993년 2월 8일 대전지방법원 형사합의2부(재판장 박병휴 부장판사)는 충청남도 연기군 관권부정선거 폭로사건과 관련해 국회의원선거법 위반 혐의로 기소된 한준수(62) 전 연기군수, 임재길(51) 전 민주자유당 연기지구당 위원장, 이종국(61) 전 충청남도지사 등에 대한 1심 선고공판에서 한준수에 대해 징역 1년 집행유예 2년을 선고했다. 또한 임재길에 대해서는 징역 8월 집행유예 2년, 이종국에 대해서는 징역 10월 집행유예 2년을 각각 선고했다. 재판부는 판결문에서 "한씨의 양심선언이 결과적으로 우리나라 선거풍토 개선에 기여하는 것은 사실이지만 이는 양형참작사유에 해당할 뿐 범죄성립 유무를 판단하는 기준이 될 수 없다"라며 상부 지시에 따라 어쩔 수 없이 선거에 개입했다는 한씨의 주장은 당시 정황으로 볼 때 설득력이 없다고 밝혔다.
1993년 3월 30일 총무처 소청심사위원회(위원장 윤창수)는 한준수 전 연기군수가 제기한 파면처분무효확인청구 소청을 심사한 결과 기각됐다고 밝혔다.
1993년 8월 18일 대전고등검찰청 이복태 검사는 대전고등법원 형사2부(재판장 민수명 부장판사) 심리로 열린 관권부정선거 폭로사건 항소심 결심공판에서 한준수 피고인(62)에 대해 징역 1년 6월, 임재길 피고인(51)과 이종국 피고인(61)에 대해 징역 1년씩을 각각 구형하였다.
한편 한씨와 한씨의 변호인 이상수 변호사는 이날 검찰 구형 후, 연기군수와 서장 등을 모아놓고 관계기관대책회의를 주도한 전 국가안전기획부 대전지부 부지부장 윤오중씨가 증인으로 채택돼 수차례 출석요구를 받고도 나오지 않자 윤씨에 대한 증인구인 신청을 재판부에 냈고 이를 재판부가 기각하자 재판부 기피신청을 냈다.
1993년 12월 9일 한준수 전 연기군수는 "자동퇴직한 자신을 강제파면시킨 뒤 이를 이유로 연금을 절반밖에 지급하지 않는 것은 부당하다"며 공무원연금관리공단을 상대로 서울고등법원에 퇴직급여 및 퇴직수당 지급제한처분 취소청구소송을 냈다.
1994년 5월 24일 서울고등법원 특별1부(재판장 권성 부장판사, 주심 김병운 판사)는 한준수(62) 전 연기군수가 파면을 이유로 퇴직연금을 절반만 주는 것은 부당하다며 공무원연금관리공단을 상대로 낸 퇴직급여 및 수당지급제한처분 취소청구소송에서 원고패소 판결을 내렸다. 재판부는 판결문에서 "퇴직공무원에게 지급되는 연금은 후불임금의 성격도 있지만 공직에 충실히 근무해온 데 대한 포상적 성격이 강하다"며 "징계에 의해 파면된 경우 국가예산으로 지급되는 연금지급을 제한하는 것은 정당하다"고 밝혔다.
1994년 6월 21일 한준수 전 연기군수가 공무원에게 일정한 책임사유가 있을 경우 퇴직금 지급을 제한하도록 한 공무원연금법 관련조항은 위헌이라며 헌법재판소에 헌법소원을 냈다. 한씨는 청구서에서 "퇴직금은 퇴직할 때 사후적으로 지급하는 후불임금의 성격을 띠고 있는 만큼 파면된 공무원에게 지급을 제한하도록 규정한 공무원연금법 64조는 헌법이 보장한 재산권과 평등권을 침해한 것"이라고 주장하였다.
1994년 6월 30일 대전고등법원 형사부 최병학 부장판사는 한준수 피고인(63), 이종국 피고인(63)에 대한 선고공판에서 각각 징역 8월에 집행유예 1년을 선고했다.
1995년 2월 17일 대법원 형사1부(주심 김석수 대법관)는 한준수 피고인(64)에게 징역 8월 집행유예 1년, 임재길 피고인(54)에게 징역 6월 집행유예 1년을 각각 선고한 원심을 확정했다. 재판부는 판결문을 통해 "상부 지시에 의해 관권선거에 개입한 사실이 인정되나 정치적 중립성을 지켜야 할 공무원 신분으로서 명백히 선거법을 위반한 만큼 처벌이 불가피하다"고 밝혔다.
1995년 5월 25일 서울고등법원 특별7부(재판장 이융웅 부장판사)는 관권부정선거 폭로사건으로 파면당한 한준수(63) 전 연기군수가 낸 파면처분취소청구소송에 대해 원고패소판결을 내렸다. 한씨는 "1992년 8월에 만 61세 정년이 끝났으므로 같은 해 12월에 내린 총무처의 파면처분은 무효"라며 내무부를 상대로 파면처분취소청구소송을 냈으나 재판부는 "국가공무원법상 한씨의 경우 그해 12월 31일에 퇴직하는 것으로 봐야 한다"고 밝혔다.
1995년 8월 11일 김영삼 대통령이 특별사면을 실시하여 한준수 전 연기군수 등이 사면복권되었다.
2001년 7월 30일 이종걸 민주당 인권특별위원회 위원장은 8.15 광복절을 맞아 한준수 전 충청남도 연기군수 등 선거사범.일반형사범.국가보안법 및 집시법 사범 448명에 대한 대통령 특별사면과 복권을 건의키로 했다.
2009년 8월 30일 서울행정법원 행정4부(이경구 부장판사)는 제14대 국회의원 선거가 관권 부정선거로 치러졌다는 사실을 폭로했다가 파면된 전 연기군수 한준수씨에 대한 파면 처분이 정당하다는 취지로 한준수가 행정안전부 장관을 상대로 낸 파면처분무효확인 소송에서 원고 패소 판결했다고 밝혔다. 재판부는 "한씨는 1995년 12월 파면처분 취소 소송에서 이미 파면은 정당하다는 내용의 확정 판결을 받은 바 있다"며 "이후 민주화운동관련자 명예훼손 및 보상심의위원회가 복직을 권고했지만 이는 한씨의 행위 및 파면처분에 대한 사회적 평가가 변한 것일 뿐 판결의 효력을 차단하는 새로운 사유라 볼 수 없다"고 밝혔다. 이어 "한씨가 자신에 대한 파면처분이 위법하지 않다는 내용의 확정판결을 받은 이상 해당 처분이 무효라고 주장하며 다시 소송을 제기할 수 없다"고 덧붙였다.

## 같이 보기
- 연기군의회
- 연기교육지원청